# Центр экологической промышленной политики
Центр экологической промышленной политики — научно-исследовательский институт, созданный Минпромторгом России 3 октября 2016 года на базе ФГУ «НИЦПУРО» для обеспечения:
- развития реального сектора экономики с применением методов рационального использования материальных и энергетических ресурсов;
- механизмов организации перехода отечественной промышленности на принципы наилучших доступных технологий (НДТ);
- создания эффективных систем управления вторичными ресурсами.

Полное официальное название: Федеральное государственное автономное учреждение "Научно-исследовательский институт «Центр экологической промышленной политики» (сокр. ФГАУ "НИИ «ЦЭПП»).
Название на англ. языке: Federal State Autonomous Body Research Institute 'Environmental Industrial Policy Centre' (EIPC).
Научно-исследовательский институт имеет 2 филиала (в Москве и Санкт-Петербурге).
На данный момент Центром экологической промышленной политики руководит Скобелев Дмитрий Олегович.

## История
ФГАУ "НИИ «ЦЭПП» является правопреемником Всесоюзного проектно-конструкторского и технологического института вторичных ресурсов — ВИВР Госснаба СССР — головной научной организации в отрасли вторичных ресурсов, созданной Постановлением Совета Министров СССР «О мерах по укреплению материально-технической базы организаций и предприятий по заготовке, обработке и переработке вторичного сырья системы Госснаба СССР и Центросоюза» от 8 апреля 1975 года № 271.
30 января 1987 года ВИВР Госснаба был преобразован во Всесоюзный научно-исследовательский проектно-конструкторский и технологический институт вторичных материальных ресурсов (ВНИИ ВМР).
24 октября 1991 года институт переименован в Научно-исследовательский проектно-конструкторский и технологический институт ресурсосбережения (НИИР).
В 1994 году было создано Федеральное государственное учреждение «Научно-исследовательский центр по проблемам управления ресурсосбережением и отходами» (ФБУ «НИЦПУРО»).
В октябре 2016 года, в рамках реализации мероприятий по подготовке к проведению в Российской Федерации Года Экологии, Минпромторгом России на базе ФБУ «НИЦПУРО» создано ФГАУ "НИИ «ЦЭПП».
С 1 января 2017 года Правительством Российской Федерации на ФГАУ "НИИ «ЦЭПП» возложены функции Бюро наилучших доступных технологий.

## Миссия
- Содействие регуляторам в согласовании политик — экологической и промышленной.
- Содействие промышленности в переходе на НДТ и к «зеленой» экономике.
- Содействие экологическому воспитанию и просвещению населения.

## Направления деятельности
Наилучшие доступные технологии
Содействие переходу основных отраслей промышленности на новые принципы регулирования с отказом от использования устаревших и неэффективных технологий и созданием условий для внедрения наилучших доступных технологий.
Ресурсосбережение и энергоэффективность
Содействие становлению и развитию отходоперерабатывающей отрасли в соответствии с мировыми тенденциями формирования экономики «замкнутого цикла». Создание эффективных систем управления отходами и вторичными ресурсами.
Инжиниринговый центр
Содействие внедрению научно-конструкторских разработок до стадии опытно-промышленной эксплуатации. Практическая отработка «зеленых» технологий, выявление возможностей их применения и оценки экономической эффективности.

## Структура
В структуру института входят:
- Отдел химической и нефтехимической промышленности
- Отдел металлургической, нефтегазовой и горнорудной промышленности
- Отдел вторичных ресурсов и электроэнергетики
- Отдел легкой, строительной и сельскохозяйственной промышленности
- Отдел проектного управления и взаимодействия с органами государственной власти
- Отдел промышленной экологии
- Инжиниринговый центр
- Отдел методологии и ресурсосбережения
- Научно-консультационный отдел
- Юридический отдел
- Планово-экономическая служба
- Бухгалтерия
- Отдел кадров
- Информационно-технический отдел
- Отдел по связям с общественностью
- Отдел безопасности и охраны труда
- Хозяйственный отдел
- Секретариат

## Интересные факты
- ЦЭПП помогает г.о. Мытищи
- Мытищинским пенсионерам рассказали о раздельном сборе мусора
- Выставка «Наш дом-Земля» постоянно размещена на 1 этаже ФГАУ "НИИ «ЦЭПП» в г.о. Мытищи и в Московском филиале